# جان وچی
جان وُچــِی (به انگلیسی: John Voce) بازیگر اهل انگلستان است.
از فیلم‌ها یا مجموعه‌های تلویزیونی که وی در آن‌ها نقش داشته‌است می‌توان به دانتون ابی اشاره نمود.